# 无鳞砗磲
扇硨磲蛤（學名：Tridacna derasa，又稱無鱗硨磲），是帘蛤目砗磲蛤科砗磲蛤属的一种。主要分布于中国大陆、台湾，常生活在环礁澙湖中。贝壳宽度可达60厘米。